# NGC 397
NGC 397 este o galaxie eliptică situată în constelația Peștii. A fost descoperită în 6 decembrie 1866 de către Robert Stawell Ball.